# Rawhi Mushtaha
Rawhi Mushtaha va ser un polític palestí i membre fundador de Hamàs. Va ser el cap del govern de Hamàs a la Franja de Gaza fins que va morir en un atac aeri israelià.
El 2012, va ser escollit com a membre de l'oficina política de Hamàs. El 2015, el Departament d'Estat dels Estats Units d'Amèrica va afegir el seu nom a la llista de terroristes globals juntament amb Muhammad Deif i Yahya Sinwar.